# Waterloo (condado de Grant, Wisconsin)
Waterloo es un pueblo ubicado en el condado de Grant en el estado estadounidense de Wisconsin. En el Censo de 2010 tenía una población de 550 habitantes y una densidad poblacional de 4,75 personas por km².

## Geografía
Waterloo se encuentra ubicado en las coordenadas 42°43′37″N 90°49′46″O / 42.72694, -90.82944. Según la Oficina del Censo de los Estados Unidos, Waterloo tiene una superficie total de 115.73 km², de la cual 98.43 km² corresponden a tierra firme y (14.95%) 17.3 km² es agua.

## Demografía
Según el censo de 2010, había 550 personas residiendo en Waterloo. La densidad de población era de 4,75 hab./km². De los 550 habitantes, Waterloo estaba compuesto por el 99.27% blancos, el 0% eran afroamericanos, el 0.73% eran amerindios, el 0% eran asiáticos, el 0% eran isleños del Pacífico, el 0% eran de otras razas y el 0% pertenecían a dos o más razas. Del total de la población el 0.36% eran hispanos o latinos de cualquier raza.